# Hellvi distrikt
Hellvi distrikt är ett distrikt i Gotlands kommun och Gotlands län. 
Distriktet ligger på nordöstra delen av Gotland.

## Tidigare administrativ tillhörighet
Distriktet inrättades 2016 och utgörs av socknen Hellvi.
Området motsvarar den omfattning Hellvi församling hade vid årsskiftet 1999/2000.